# Fomepizol
Fomepizol, 4-metylopirazol – heterocykliczny związek chemiczny, metylowa pochodna pirazolu. Używany jako antidotum w zatruciach alkoholem metylowym; jego działanie polega na hamowaniu przekształcania metanolu przez dehydrogenazę alkoholową.